# Mark Palansky
Mark Palansky és un director de cinema i guionista canadenc. Va començar treballant com a assistent de direcció en superproduccions cinematogràfiques com Armageddon i Pearl Harbor. Després va treballar com a director de segona unitat a L'illa i The Amityville Horror.
El seu debut com a director va ser un curtmetratge de 2001 anomenat The Same protagonitzat per Josh Hartnett. El curtmetratge va aparèixer més tard a la pel·lícula recopilatòria de 2005 Stories of Lost Souls. Palansky va fer el seu debut a la gran pantalla el 2006 amb el conte de fades modern Penelope, protagonitzada per Christina Ricci com una jove de sang blava maleïda amb un musell de porc. La pel·lícula va rebre ressenyes diverses de la crítica.
L'octubre de 2009, es va anunciar que Palansky dirigiria per a Sony Pictures Entertainment una pel·lícula d'acció i aventures Iron Jack, un projecte que va provocar una guerra d'ofertes el 2008. La història té lloc a la dècada de 1930 i parla d'un novel·lista de renom i la seva recerca per desenterrar un tresor llegendari. Sony va agafar el guió especificat del prometedor guionista Johnny Rosenthal per 1,25 milions de dòlars contra 2 milions de dòlars, superant les ofertes de CBS Films, MGM i Spyglass. No es va anunciar cap calendari de producció de la pel·lícula i no s'ha fet cap desenvolupament més a partir del gener de 2019.
En una entrevista de 2008, Palansky va revelar que estava treballant en dos projectes més amb l'actor Peter Dinklage. Aquests eren Mendel's Dwarf, descrit com una història d'amor científica, i Hop Frog, basat en el conte breu d'Edgar Allan Poe Aquesta darrera estava programada per començar la fotografia principal a la segona meitat del 2016, amb el títol canviat a The Jester. El 2017, va dirigir Dinklage al drama de ciència-ficció Rememory. Aquell mateix any, va dirigir un episodi de dues parts de la sèrie de Netflix A Series of Unfortunate Events, basat en la sèrie de llibres de Lemony Snicket.

## Filmografia
- 1999: Shutter
- 2001: The Same
- 2006: Penelope
- 2017: Rememory

### Sens eestrenar
- Iron Jack
- Mendel's Dwarf
- The Jester